# August Reinstein
Friedrich August Reinstein (* 15. September 1814 in Naumburg an der Saale; † 16. September 1860 in Wabern bei Bern) war ein deutscher Jurist und Politiker.

## Leben
Reinstein studierte von 1832 bis 1836 Rechtswissenschaft an der Universität Halle. Von 1843 bis 1845 war er Kammergerichtsassessor in Oranienburg, danach bis 1849 Oberlandesgerichtsassessor in Naumburg an der Saale. 1849 floh er in die Schweiz. 1849/1850 war er Partikular in Bern und seit 1850 Lehrer im Gladbachschen Institut und Porzellanmaler in Wabern bei Bern. 1851 wurde ein Strafverfahren wegen Hochverrats und Aufruhrs gegen ihn angestrengt und er wurde vom Schwurgericht in Naumburg zu lebenslänglicher Zuchthaushaft verurteilt.
Vom 18. Mai 1848 bis 18. Juni 1849 war Reinstein für den Wahlkreis Sachsen in Naumburg an der Saale Mitglied der Frankfurter Nationalversammlung in der Fraktion Donnersberg. Er war Mitglied des Rumpfparlaments.